# Bimba y Lola
Bimba y Lola es una empresa española del sector de la moda y complementos con sede en Vigo, España.

## Historia
La empresa fue fundada en 2005 por las sobrinas de Adolfo Domínguez, Uxía y María Domínguez. La sociedad para el diseño y venta de ropa y complementos de mujer, fue nombrada inicialmente como Moet & Mos y cambió de nombre en 2013, tomando el de su marca comercial: Bimba y Lola.
Con una inversión inicial de 15 millones de euros, abrieron 60 tiendas en año y medio, en España y Portugal. En Portugal tiene registrado el nombre Moet Mos Ltda. El logo inicial fueron dos galgos en negro, mascotas de las dueñas llamadas Bimba y Lola. La empresa dispone de tiendas en propiedad y franquicias.
Actualmente, la marca cuenta con 286 tiendas y presencia en 48 países, incluyendo el alcance de su tienda online, donde recibe millones de visitas anuales. Sus tiendas en ciudades como París, Londres, Ámsterdam, Berlín, Lisboa, Madrid, Barcelona, València, Miami, Buenos Aires, Ciudad de México, Santiago de Chile, Lima, Seúl o Singapur, reflejan su abierto espíritu internacional. Además se trata una de las empresas punteras en el sector textil español.

### Identidad visual y logotipo
Desde su fundación en 2005, Bimba y Lola ha experimentado una evolución significativa en su identidad visual. En sus primeros años, la marca utilizó un logotipo ilustrado que representaba a dos galgos negros, en referencia a las mascotas de sus fundadoras, María y Uxía Domínguez. Esta imagen evocaba un estilo más personal y artesanal, acorde a los inicios de la firma.
En 2013, coincidiendo con su expansión internacional, la marca adoptó un nuevo logotipo basado exclusivamente en su nombre, en letras mayúsculas y tipografía sans serif. El diseño actual es minimalista, en blanco y negro, y se emplea de forma consistente tanto en escaparates como en etiquetas, envases y su sitio web.
Además, en algunos productos y accesorios la firma utiliza una variante secundaria del logotipo, con forma circular y el texto "BIMBA Y LOLA" dispuesto alrededor de un círculo central, en formato similar al de un sello.

## Litigios
Desde 2006 a 2008 la empresa fue llevada a los tribunales por Bimba Bosé, hija de Lucía Bosé y sobrina de Miguel Bosé, por el uso de la marca. Fallando el Tribunal Supremo en 2014 a favor de la empresa al considerar que no existía riesgo de confusión entre su nombre y el de la artista.